# Mecklenburger Seen Runde
Die Mecklenburger Seen Runde (bzw. Seenrunde, abgekürzt MSR) ist eine seit 2014 jährlich stattfindende Radsportveranstaltung bzw. ein Radmarathon im Mecklenburger Seenland mit Start- und Zielpunkt in der Stadt Neubrandenburg. Sie ist eine der größten Breitensportveranstaltungen in Deutschland.
2020 war die Mecklenburger Seen Runde für den 22. und 23. Mai geplant. Aufgrund der COVID-19-Pandemie wurde sie aber wie viele sportliche Großveranstaltungen abgesagt.
| Jahr | Starter (MSR300) |
| ---- | ---------------- |
| 2017 | >2000            |
| 2019 | 4000             |
| 2022 | 2500             |
| 2023 | 2800             |
| 2024 | 3500             |

Als Vorbild der Tour gilt die schwedische Vätternrundan. Hauptbestandteil der Mecklenburger Seen Runde sind zwei Radtouren mit Rundkursen über 300 km (MSR300) und 90 km (Höhenprofil 15 bis 142 m), wobei der kleinere Kurs weiblichen Teilnehmern vorbehalten ist. Zudem gibt es zwei MSR-Minis genannte Kurzstreckenrennen für Kinder.
Zeitgleich mit der Veranstaltung wird die Fahrradmesse MSR Sattelfest im Kulturpark Neubrandenburg ausgerichtet.